# Червона Армія (газета)
«Червона Армія» — щоденна газета, орган політичного управління Української Військової Округи. Виходив у 1919—1925 роках російською у Києві, у 1925—1934 роках у Харкові українською мовою і з 1934 до січня 1938 року знову в Києві. «Червона Армія» мала додатки: «Красная Звезда» (1921—1922), «Військор» (1927—1933) та ін.